# Aide humanitaire internationale à Haïti après le séisme de 2010
 (décembre 2016).
À la suite du tremblement de terre de 2010 en Haïti, de nombreux gouvernements nationaux du monde entier se sont engagés à coordonner et à envoyer de l'aide humanitaire à la population haïtienne touchée par la catastrophe. L'OCHA et ReliefWeb coordonnent et suivent quotidiennement la situation.

## Pays coopérateurs

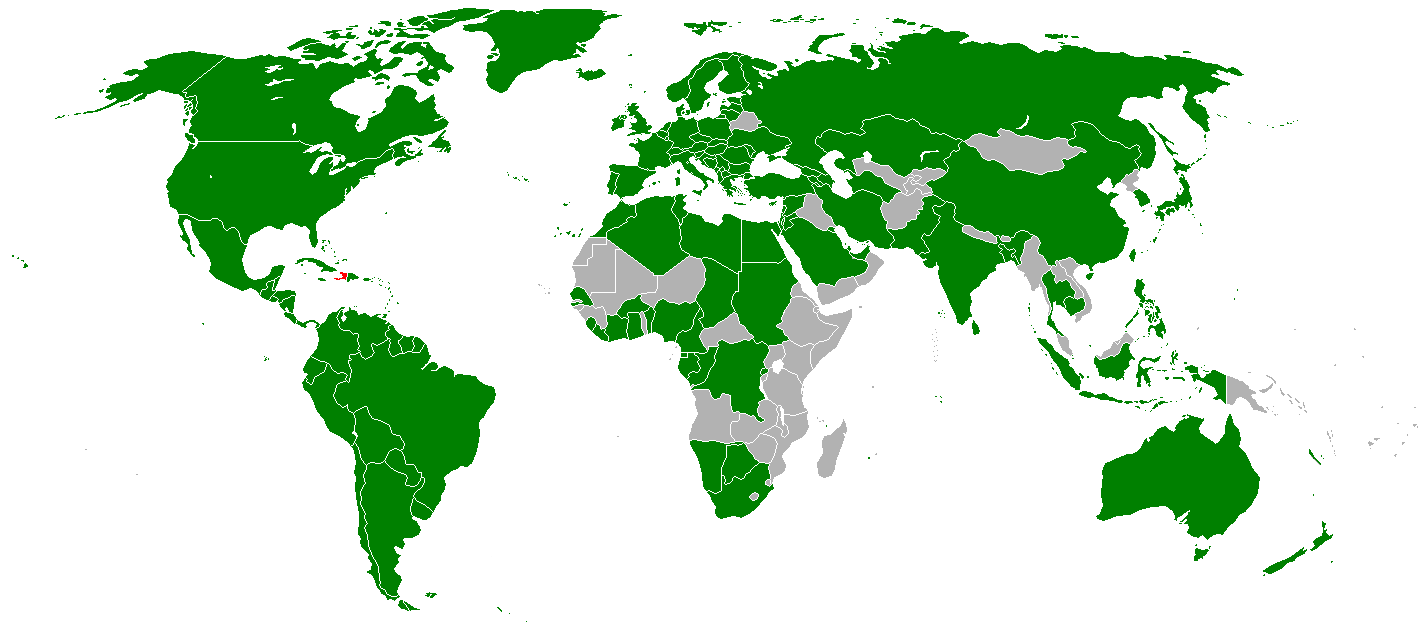
Pays aidant financièrement Haïti

### Afrique
Le 14 janvier, le gouvernement sud-africain s’est engagé à fournir 1 million de rands (ZAR) aux efforts de secours,.
L'Algérie a octroyé un don humanitaire d'urgence de 1 million de dollars à Haïti.
Le président du Bénin Yayi Boni a annoncé que son gouvernement va organiser de l'aide.
Le gouvernement du Botswana a promis 1 million de pulas (BWP) aux efforts de secours.
Le gouvernement de la Côte d'Ivoire a promis 1 million de dollars (USD)  à Haïti.
Le président égyptien Hosni Moubarak a ordonné la répartition de fournitures médicales et de personnel pour Haïti.
Le gouvernement du Gabon a annoncé une contribution de 1 million de dollars (USD) d'aide.
Le gouvernement du Ghana a promis une contribution future de 10 millions à Haïti pour les  efforts de secours.
Le président de Guinée équatoriale Teodoro Obiang Nguema Mbasogo promet 2 millions de dollars US d'aide humanitaire à Haïti le 16 janvier 2010, et déclare dans un communiqué officiel : « Le peuple de la Guinée équatoriale et notre gouvernement sont profondément attristés et préoccupés par la dévastation extrême et la perte de vie qui a eu lieu en Haïti à la suite de ce terrible tremblement de terre. Nous nous joignons à la communauté internationale en promettant notre soutien aux personnes touchées afin qu'elles puissent recevoir des soins médicaux adéquats, de la nourriture, de l'eau et un abri. Bien que nos deux pays soient séparés par un océan, la Guinée équatoriale est avec les victimes en Haïti en ce moment de détresse et de chaos. Nous jurons de notre engagement envers les efforts de redressement en Haïti et nous encourageons vivement tous nos partenaires internationaux et les gouvernements étrangers à faire de même ».
La présidente du Libéria Ellen Johnson Sirleaf a annoncé une aide initiale de US $50 000 à Haïti.
Le Roi Mohammed VI du Maroc a approuvé, le 14 janvier, l’envoi de US $1M dans l'aide humanitaire d'urgence pour Haïti,.
Le gouvernement mauricien a contribué US $500 000 aux efforts de secours en Haïti.
Le gouvernement namibien a offert un montant N 7.4 millions de dollars (US $1M) pour venir en aide aux sinistrés de Haïti.
Le 20 janvier 2010, la Chambre des représentants du Nigeria a adopté une résolution pour contribuer de 7,2 millions NGN à des efforts de secours.
Le gouvernement de la république démocratique du Congo a engagé US $2 500 000 d'aide.
Le gouvernement du Rwanda a affecté US$ 100 000 dollars (RF56M) au secours des victimes, ce qui en fait le premier gouvernement d'Afrique subsaharienne à apporter un soutien financier aux efforts de secours.
En plus de US $1m de l'aide, le président du Sénégal, Abdoulaye Wade, a émis une promesse de terres gratuites et le « rapatriement » pour les réfugiés haïtiens.
Abdoulaye Wade a expliqué à EuroNews: « Prenez le cas du Liberia, les Afro-Américains ont été transplantés là. Aujourd'hui, ces personnes sont bien intégrées avec les autres peuples africains, parce qu'ils sont d'origine africaine de toute façon, et ils avaient d'abord été envoyés en Amérique contre leur volonté. Donc, ce n'est pas vraiment si extraordinaire de transplanter ceux qui le veulent, de trouver un terrain quelque part en Afrique, et, avec l'aide de la communauté internationale, de créer une ville, et peut-être tout un pays ».
L'offre de rapatriement a été modifiée par la suite comme une résolution sur la création d'un État, distinct et indépendant sur le continent en faveur des réfugiés haïtiens rapatriés. Les détails ont été publiés dans le journal Le Soleil. Il sera soumis à validation à l'Union africaine à une date ultérieure.
Le Président de Tunisie Zine El Abidine Ben Ali a donné ses instructions pour que la Tunisie contribue à l'effort international d'aide humanitaire à Haïti, en allouant un million de dollars US au Fonds onusien d'urgence créé pour la circonstance;

### Antilles et Amérique du Nord
Le gouvernement d'Antigua et Barbuda a donné 100 000 XCD (38 000 USD) aux efforts humanitaires.
Le ministre d'immigration des Bahamas, John Thompson a suspendu les mesures de reconduite des haïtiens illégaux résidant actuellement dans le pays. Avec la perspective d'un exode massif de réfugiés venus de Haïti, les fonctionnaires du gouvernement ont envoyé des tentes, de la literie, de la nourriture et du personnel à l'île d'Inagua, île bahamienne la plus proche de Haïti.
Le gouvernement de la Barbade a établi un mécanisme pour coordonner les efforts humanitaires nationaux et identifier les effectifs militaires afin de réhabiliter les secteurs endommagés par le tremblement de terre;
Le gouvernement de Belize a offert son aide à Haïti;
La gouverneure générale du Canada, Michaëlle Jean, qui est elle-même Haïtienne de naissance, a publié un communiqué, en partie en créole haïtien. Elle y remercie le Cabinet pour son action rapide, les médias canadiens pour la couverture de l’évènement, et elle célèbre la force et le courage au peuple haïtien.
Le Premier ministre Stephen Harper a indiqué : "Alors que les fonctionnaires évaluent actuellement les dommages et la possibilité que des Canadiens se trouvent parmi les blessés, le Canada se tient prêt à fournir n'importe quelle aide nécessaire au peuple de Haïti pendant cette période de besoin.".
Avant le séisme, Haïti était déjà le deuxième receveur d’aide canadienne. Le ministre des Affaires Étrangères a alors annoncé que le Canada, où résident de nombreux haïtiens, contribuerait pour 5 millions de dollars canadiens d’aide d’urgence supplémentaire. Il a également promis d'égaler les dons privés de canadiens jusqu’à constituer un fond total de C$100 millions.
Le gouvernement canadien a aussi décidé de faciliter l’immigration des Haïtiens pour regroupement familial.
Le 19 janvier, le gouvernement canadien a annoncé C$ 80 millions supplémentaires d’aide à Haïti. Ceci inclut C$ 60 millions de dollars à l’appel à des dons de l'ONU, dont 39 millions de C$ au Programme alimentaire mondial pour la sécurité alimentaire et C$ 15 millions à l'UNICEF ; C$ 11.5 millions à six O.N.G. canadiennes ; C$ 8.5 millions à la Croix-Rouge ; ainsi que des sommes plus petites à d'autres organismes comme Organisation internationale pour les migrations, l'Organisation mondiale de la santé, Organisation panaméricaine de la santé, Fonds des Nations unies pour la population, et Département de la sûreté et de la sécurité ; pour une donation totale pouvant aller jusqu'à 135 millions de C$ comprenant l'original C$ 5 millions et la promesse d’égaler (jusqu'à un montant maximum de C$ 50 millions) les donations faites par les Canadiens aux organismes de charité fournissant une aide du Haïti,.
La chaine publique de télévision CBC Television, et les chaines privées anglophones CTV, Global et Citytv ont retransmis un spectacle bénéfice, suivi du téléthon américain Hope for Haiti. Les chaines francophones, Radio-Canada, TVA, V et Télé-Québec ont également retransmis un téléthon, Ensemble pour Haïti.

### Asie
Le gouvernement et le peuple afghan se sont engagés à donner 200 000 dollars en aide à Haïti. " Même les pays avec leurs propres problèmes se sont précipités à l'aide d'Haïti. "
Le Premier ministre du Bangladesh Cheikh Hasina a ordonné au ministère de la Santé d'envoyer une équipe médicale en Haïti le plus tôt possible. Le secrétaire de presse du Premier ministre a déclaré à la presse que le Premier ministre a demandé au ministère de la Santé d'envoyer une équipe médicale, des médicaments et des vêtements en Haïti. Le conseil des ministres, présidé par Sheikh Hasina, a également publié un message de condoléances au gouvernement haïtien. L'équipe médicale de 30 membres comprenant 20 médecins et 10 techniciens de la santé s'est rendu en Haïti le 18 janvier. Le ministre de la Santé a ordonné aux autorités concernées de prendre toutes les mesures nécessaires pour envoyer l'équipe ainsi que les médicaments nécessaires et des vêtements pour le peuple d'Haïti.
Le gouvernement de Brunei a promis 50 000 dollars en aide à Haïti.
Le gouvernement cambodgien a annoncé qu'il a décidé de contribuer 50 000 dollars pour les efforts de secours à la population d'Haïti.
La république populaire de Chine a envoyé une équipe de sauvetage de 60 membres (National Earthquake Disaster Emergency Rescue Team) à la suite du tremblement de terre,, et de la Croix-Rouge chinoise s’est engagé à fournir 1 million de dollars. Le gouvernement chinois lui-même annoncé son intention de fournir un montant supplémentaire de 4,41 millions de dollars en aide humanitaire. Une station d'aide médicale a été mise en place par l'équipe de secours chinoise à Port-au-Prince Le 21 janvier, la Chine a annoncé qu'elle ferait un don d'un montant supplémentaire de 2,6 millions de dollars et qu'elle enverrait une équipe médicale de 40 personnes ainsi qu’une équipe de prévention des épidémies. Avant le séisme, la Chine avait déjà envoyé 125 policiers dans le cadre d'un maintien de la paix de l'ONU.
La Corée du Sud a fourni un total de plus de 13 millions de dollars d'aide, ce qui en fait l'un des principaux contributeurs de l'aide à Haïti. Elle a envoyé immédiatement 1 M de dollars d'aide dans un premier temps, et fourni plus de 10 millions de dollars d'aide par la suite. Environ les deux tiers provenaient directement du gouvernement sous la forme d'aides à court et à long terme, tandis que le reste provenait du secteur privé. Les organisations privées ont levé 2 millions de dollars supplémentaires pour Haïti.
En outre, la National Emergency Management Agency de la Corée du Sud a immédiatement dépêché une équipe de 35 secouristes SAR et des équipes médicales pour mettre en place une clinique dans la capitale haïtienne. En janvier 2010, une équipe d’experts de 10 membres a été envoyée pour déterminer les besoins sur place. En mars 2010, la Corée du Sud a envoyé une force de plus de 250 membres en Haïti dans le cadre de la mission de paix de l’Organisation des Nations unies (ONU).
L'Inde a d'abord fait don d'un montant en espèces de 5 millions de dollars à Haïti. Les 140 paramilitaires indiens membres du contingent de maintien de la paix de l'ONU déjà sur place ont été affectés au soutien des opérations de secours.
Le président Susilo Bambang Yudhoyono a déclaré l’envoi par l'Indonésie de travailleurs humanitaires,. L'aide du gouvernement indonésien se compose d'une équipe médicale de 30 personnes, y compris des chirurgiens, une équipe SAR de 10 membres, et 10 experts en systèmes électriques. Les 25 autres sont des experts en construction et en télécommunications. Le gouvernement va également envoyer des fournitures médicales d'un poids total de 5 tonnes, cinq tonnes de matériel alimentaire et cinq tonnes de fournitures spéciales pour les enfants et les bébés. L'aide a été acheminée par un jumbo-jet 747-400 de Lion Air. L'avion a été détourné vers Saint-Domingue, capitale de la République dominicaine, en raison de la circulation aérienne lourde en Haïti.
Le ministère des Affaires étrangères israélien a envoyé en Haïti une équipe de secours composée de 40 médecins, 20 infirmières et secouristes, deux avions de secours chargés de matériel et un hôpital de campagne,, Une délégation du Magen David Adom est arrivée en Haïti le 17 janvier 2010 pour établir des cliniques de campagne en coopération avec les groupes de secours locaux et dans le cadre d’une mission plus large de la Croix-Rouge américaine. L’équipe israélienne de recherche et de sauvetage est restée en Haïti jusqu’au 28 janvier 2010
Les Forces de défense israéliennes (FDI) ont mis en place une salle de communication par satellite avec téléphone et accès Internet sans fil, ainsi que des systèmes de vidéoconférence pour que les chirurgiens travaillant dans l’hôpital de campagne puissent contacter des experts médicaux en Israël. À la demande des États-Unis et des Nations unies, la police israélienne a envoyé 100 agents pour rejoindre les forces de maintien de la paix en Haïti. Peu après le tremblement de terre, Israël a également envoyé un groupe d’enquêteurs médico-légaux de la police israélienne pour aider à l’identification des victimes. Israël a également envoyé 220 personnes des équipes de recherche et de sauvetage du Commandement du Front intérieur et du Corps Médical des Forces de défense israéliennes.
Le gouvernement japonais envisage d'offrir jusqu'à 5 M de dollars en subventions, qui seront gérées par l'intermédiaire des organisations internationales dont l'UNICEF et le PAM. Il fera aussi don de matériel de secours d'urgence pour ¥ 30 000 000 (330 000 dollars). Le ministère japonais de la Défense a annoncé le déploiement d’une équipe japonaise de secours aux sinistrés. Le gouvernement japonais a envoyé un Hercules C-130 depuis l’Arizona aux États-Unis, avec une équipe de 26 membres-JDRT et des fournitures de secours d'urgence. L'équipe médicale est arrivée à Léogane, 30 km à l'ouest de Port-au-Prince, et a commencé ses activités le 18 janvier 2010,.
Le Premier ministre Youssouf Raza Gilani, a annoncé l’envoi immédiat d’une aide d'urgence sous la forme de 3 000 tentes, couvertures et huit tonnes de médicaments pour aider les personnes touchées par le tremblement de terre d'Haïti.
Le Président des Philippines, Gloria Macapagal-Arroyo a ordonné au ministère de la Santé le déploiement d'une équipe médicale pour aider à traiter les victimes composée d'un groupe de médecins, d'infirmières et de spécialistes. Le Gouvernement philippin a également fait don de 50 000 dollars à Haïti. [Citation nécessaire]
Le gouvernement de Singapour a annoncé le don de 50 000 dollars en aide humanitaire au Bureau des Nations unies pour la coordination des affaires humanitaires.
Une équipe de 23 secouristes et deux chiens spécialement entraînés ont été envoyés. Le gouvernement de la république de Chine (communément appelée Taïwan) a également promis de 5 M de dollars et 200 tonnes de riz pour les secours. Une deuxième équipe de sauveteurs est partie le 16 janvier, emportant avec eux plus de 3 000 kg de matériel et de fournitures.
En outre, le président Ma Ying-jeou a annoncé une brève visite en Haïti pour exprimer son inquiétude sur le tremblement de terre et de transmettre la sympathie du peuple taïwanais, ainsi que fournir plus d'aide et fournir un soutien à long terme,.
Le gouvernement de la Thaïlande avait initialement décidé de faire don de 20 000 dollars pour l'aide humanitaire en Haïti. Le faible montant de l’aide a provoqué de virulentes critiques. Le vice-Premier ministre Suthep Thaugsuban a fait remarquer, que Haïti est un pays trop loin de la Thaïlande, en rappelant l’aide fournie par la Thaïlande à ses voisins comme l'Indonésie ou les Philippines.
Le roi Rama IX et la reine Sirikit ont également envoyé leurs condoléances au Président haïtien.
Par la suite, le Conseil des ministres a décidé d'envoyer un autre 100 000 dollars, qui a ensuite été revu à la hausse a 382 000 dollars, et 20 000 tonnes de riz en tant que contribution humanitaire.
Vice-ministre de l'Éducation Chaiwuti Bannawat a annoncé que des équipes médicales de plusieurs établissements d'enseignement étaient prêtes à aller en Haïti, mais manquaient d'un financement du gouvernement. Cependant le Premier ministre Abhisit Vejjajiva, a considéré les dons d'argent et de riz suffisant.
Le gouvernement du Timor oriental a promis de faire don de 355 000 euros.
Le président Gurbanguly Berdimuhamedow a annoncé que le Turkménistan enverrait 500 000 dollars au fonds spécial des Nations unies pour Haïti pour apporter l'aide humanitaire à Haïti.
Le gouvernement vietnamien a annoncé qu'il a décidé de contribuer 130 000 dollars pour les efforts de secours à la population d'Haïti.Après 6 mois cet argent n'avait pas encore été remis à l'ONU.

### Europe
Le Ministre des Affaires étrangères Bernard Kouchner dit que la France enverra une aide au pays. L'aide fournie par la France, selon le gouvernement français se compose de :

#### Moyens de sauvetage et médicales
Un détachement en provenance de Martinique et de Guadeloupe composé de 71 personnes chargées de participer à la recherche des victimes et à l'assistance des populations sinistrées ainsi réparti : 
- une Mission d'Appui en situation de Crise (MASC) de 7 personnes ;
- 60 sapeurs-pompiers (28 sapeurs-pompiers de la Martinique dont 1 médecin et 1 infirmier, 27 de Guadeloupe dont 1 infirmier et 1 médecin). Les deux unités de sauvetage et de déblaiement disposant de 3 chiens de recherche ;
- 5 personnes de SAMU.
- Ce détachement comprend 18 gendarmes chargés d'assurer la sécurité de l'ambassade. Une équipe de l'UNIVC a rejoint rapidement les secouristes français afin d'aider à l'identification des victimes : ils retrouvèrent et identifièrent formellement 33 corps français, c'est-à-dire la totalité des ressortissants disparus[81].
- L'équipe de commandement et les premiers éléments opérationnels ont été acheminés mercredi par 3 CASA CN-235 des armées. Ils sont arrivés à Port-au-Prince à 18h35 (13 janvier 2010).
- Les autres personnes seront transportés par Airbus A310 jeudi 14 janvier vers 6h (locale) pour être opérationnels en fin de matinée.

Un deuxième détachement de 67 militaires des formations militaires de la sécurité civile (FORMISC) de Brignoles (UIISC 7) et une MASC avec 5 personnes dont 2 spécialistes de la communication est parti d'Istres à 22 h pour une arrivée prévue à 11h (6h locale) après escale à Saint-Jean, Terre-Neuve (Canada). La formation était opérationnelle avant la fin de la matinée du 14 janvier.
Un troisième détachement composé de 70 personnes provenant d'Île-de-France et du Sud de la France pour assurer le déploiement d'un poste médical avancé et la mise en œuvre de 10 équipes médicales mobiles de proximité, partirent le jeudi 14 janvier à 14h de Roissy et arrivèrent vendredi matin à 3h (locale).
Ce détachement était également composé de 24 personnes des Formations Militaires de la Sécurité Civile pour assurer des missions de production d'eau avec une capacité d'alimentation de 20 000 personnes/jour. 11 gendarmes pour assurer la sécurité des détachements sur place et 5 Allemands de la THW (Technisches Hilfswerk) pour venir en soutien de leurs ressortissants.
Un quatrième détachement d'Élément de Sécurité civile rapide d'intervention médicale composé de 70 personnes assurant la logistique, et d'une composante médicale aux populations sinistrées fut confirmé.
Au total, près de 300 personnes de la Sécurité civile seront par la suite en Haïti avec plusieurs dizaines de tonnes de matériel.

#### Moyens de logistique et transports

##### Maritime
Deux navires, le Siroco (L-9012) et le Francis Garnier (L-9031), ont été expédiés. Le Siroco, qui était au large des côtes sénégalaises, a reçu l'ordre de se diriger vers Haïti, où il devait arriver le 24 janvier après une escale a Fort-de-France où il était prévu d'embarquer des moyens complémentaires (moyens de déblaiement, pelles mécaniques, véhicules des FAA (p. 4 et camions), fret (vivre et eau) et fret humanitaire. Il dispose également de capacités médicales (2 blocs chirurgicaux et 50 lits d’hospitalisation), ainsi qu'une capacité de transport de fret de 2 000 tonnes et quatre hélicoptères,. Un Airbus A340 de l'armée de l'air française a été envoyé à Fort-de-France transportant la 9e Antenne chirurgicale aérotransportable (ACA), renforcée de 9 employés de santé, chargés d'activer le bloc chirurgical du Siroco. L'avion devait transporter également des effectifs de Gendarmerie dont la mission est d'assurer la sécurité du personnel de secours.
Le Francis Garnier(L-9031), un bâtiment de transport léger (BATRAL) a appareillé pour Haïti vendredi 15 janvier à 13 heures 30. La traversée a duré 4 jours avec une escale à la Guadeloupe. Le navire a transporté 110 marins et militaires (50 marins et 60 renforts des Régiments du Service Militaire Adapté de Martinique et de Guadeloupe.), environ 100 tonnes de fret et 12 véhicules (tractopelles, pelleteuses, citernes à eau, camions, 4x4 sanitaire...). Il a acheminé sur place un stock d'urgence des Forces Armées aux Antilles, prépositionnées à la Martinique (eau, nourriture, lits, tentes, médicaments, éclairage, groupes électrogènes...) et des palettes de la Croix Rouge, récupérées en Guadeloupe.

##### Aérien
Deux C-130 Hercules appartenant à l'Escadron de transport 2/61 Franche-Comté, ont été dépêchés sur Martinique. Le premier C130 est arrivé dimanche de France avec des renforts, de l'équipement médical et du matériel de communication pour Haïti. Le deuxième avion est arrivé dimanche 17 janvier. Avec trois avions de transports CASA CN-235, un Airbus A310 (de l'escadron Esterel), un hélicoptère Aérospatiale Puma et un Bombardier Dash 8 de la sécurité civile, ils permettent jusqu'à 8 vols quotidiens au départ des Antilles françaises en Haïti,.

#### Autres équipes

##### Communication
Une équipe de six personnes, dont un ingénieur de TDF, a été acheminée ce week-end avec le matériel nécessaire (station de radio et émetteur en kit), afin de remettre en service et de toute urgence la radio de l’ONU (Radio Minustah) installée à l’aéroport de Port-au-Prince, mais aussi réparer les grands émetteurs situés sur les hauteurs de la ville. Radio France a également prêté assistance à plusieurs stations de radio privées.

##### Électricité
Des experts d’EDF, en provenance de Martinique et de Guadeloupe, sont prêts à se rendre dans les prochaines heures à Port-au-Prince, dans le cadre d’une mission d’évaluation des dommages et des besoins, supervisée par les pouvoirs publics, afin d’établir dans un premier temps un diagnostic de la situation électrique. Dans le cadre de cette mission, EDF est également en train d’acheminer sur place 16 groupes électrogènes pour venir immédiatement en aide aux populations touchées et faciliter les secours.
Sur la base du diagnostic technique effectué et des besoins recensés, EDF pourra dans un second temps, déployer des équipements d’urgence complémentaires (groupes électrogènes, câbles, poteaux, etc.) en provenance des Antilles et des moyens matériels autonomes pour l'alimentation de centres de secours médicaux, ou encore faciliter la participation de médecins de l'entreprise volontaires à des missions sur place.
La France a annoncé avoir débloqué 20 millions d'euros dans le cadre de l'aide d'urgence à Haïti, dont 10 millions versés aux Nations unies. Ce total inclut « des moyens humains et matériels mis en place par les ministères concernés » mais pas les moyens militaires engagés dans les opérations de sauvetage. Dans un premier temps, la France avait annoncé une aide de 2 millions.
Un an et demi après le très violent séisme qui a frappé Haïti le 12 janvier 2010 et l’envoi d’une première mission d’experts et techniciens d’EDF (Guadeloupe, Martinique et Guyane), des entreprises guadeloupéennes se sont de nouveau mobilisées.
Parallèlement à l’ONG Électriciens sans Frontières qui depuis le 6 février 2010 assurait la pérennité d’actions entreprises en matière de réalimentation électrique, EDF Archipel Guadeloupe, la Fondation Claude Emmanuel BLANDIN et la société EEFI ont décidé de s’associer pour venir en aide aux enfants d’Haïti privés d’électricité. Dans le cadre d’un partenariat avec l’association Guadeloupéenne Mimosa, elles ont associé leur savoir-faire afin de rétablir l’électricité au centre d’accueil « Mimosa aux cœurs tendres » de la petite ville de Léogâne, épicentre du séisme, située à 30 km de la capitale Port-au-Prince. L'opération qui avait pour objectif d'amener un container « prêt à brancher », équipé en Guadeloupe de deux groupes électrogènes avec son alimentation en carburant, a permis d'assurer depuis une production d’électricité autonome et sécurisée pour le centre d'accueil " Mimosa aux cœurs tendres ".
Le gouvernement espagnol a initialement promis 3 millions € en aide d'urgence immédiate. L’aide étant gérée par le Bureau pour l'Action Humanitaire de l'Agence Espagnole de Coopération Internationale de développement (AECID).
Les contributions suivantes ont été faites par les autorités (nationale, régionales et organismes et agences publiques):
- Une équipe de Recherche et Sauvetage Urbain (USAR) en collaboration avec une équipe de EDAN (évaluation des dommages et analyse des besoins) pour un total de 39 personnes et 15 chiens.
- Un charter humanitaire à partir du Centre Logistique Humanitaire (CLH) espagnol situé à l'Aéroport International de Tocumen au Panama transportant 24 tonnes de fournitures humanitaires de l'organisation de l'aide espagnole, les organisations humanitaires et le Programme alimentaire mondial des Nations unies en Amérique. Il comprend 1 000 bâches, 675 kits de nettoyage familial, 20 poches d'eau de 4 200 litres, 450 couvertures, 1 500 unités de sacs mortuaires et 55 tentes familiales, une trousse de catastrophe et un autre d'hygiène de MSF Espagne, et des rations alimentaires du PAM. Le Centre de soutien logistique à Panama est chargé d'assurer le transport aérien d'aide humanitaire en réponse à la catastrophe. L'avion a quitté le Panama et l’arrivée était prévue à midi heure locale, le 15 janvier. L'opération d’un cout de plus de 100 000 € est financée par l'Office de l'action humanitaire (AECID). Une autre cargaison similaire était programmée pour 18 heures (locale) le 14 janvier[95].
- Trois C-130 Hercules. Un premier transportant des fournitures médicales pour les soins d'urgence (11 tonnes) et 3,5 tonnes de médicaments fournis par Farma Mundi, un deuxième transportant de l’aide de la Generalitat de Catalogne, la Communauté de Madrid y de la Junte de la Castille-et-León composé d’un hôpital, une unité de potabilisation d'eau, et du matériel sanitaire et de hygiène. Le troisième transportait des personnes, dont :
  - Une équipe médicale spécialisée (chirurgiens, anesthésistes, chirurgiens orthopédistes, d'infirmières et d'appui logistique) des organisations suivantes; MSF Espagne, SAMUR (Servicio de Asistencia Municipal de Urgencia y Rescate), DYA (Detente Y Ayuda) Navarra, SEM (Sistema d'Emergències Mèdiques) Catalogne, Pays basque (Osakidetza), Madrid (Servicio Madrileno de Salud), la protection civile et du Ministère des Affaires Étrangères et de la Coopération (MAEC). Les cinq avions envoyés seront également utilisés pour l'évacuation des ressortissants étrangers.

La marine espagnole a envoyé la SPS Castilla L-52, un (Transport de chalands de débarquement (TCD) de la Classe Galicia. Le navire comporte un équipage de 423 marins, et est entièrement équipé pour fonctionner comme un véritable hôpital, avec deux blocs opératoires, un laboratoire, une unité de soins intensifs et autres installations de radiologie, ainsi que des installations supplémentaires. En outre, il est équipé de 4 hélicoptères. [3] Parti de Rota (Cadix) le 22 janvier, son arrivée à Petit-Goave était programmé pour le 4 février, après une escale à Puerto Rico,,.

### Océanie
Le gouvernement de Papouasie-Nouvelle-Guinée a offert son aide à Haïti